# Aepyornis
Aepyornis is een geslacht van uitgestorven loopvogels uit de orde van de olifantsvogels (Aepyornithiformes) uit het Holoceen van Madagaskar.

## Vondsten
Beenderen zijn gevonden in de zuidelijke helft van Madagaskar, zowel in het droge zuidwesten als de hooglanden. Voorheen werden meer dan tien soorten gerekend tot het geslacht Aepyornis, maar alleen A. hildebrandti en A. maximus worden nu nog als geldig beschouwd. A. titan bleek bij nader onderzoek in 2018 tot een apart geslacht te behoren, Vorombe. A. modestus werd naar aanleiding van hetzelfde onderzoek ingedeeld bij het geslacht Mullerornis. M. hildebrandti is bekend van vondsten in de hooglanden en één locatie aan de zuidwestkust. Beenderen en eieren van A. maximus zijn gevonden op meerdere locaties in de hooglanden, de zuidwest- en zuidkust.

## Uiterlijke kenmerken
A. maximus was drie meter hoog en had een geschat gewicht van 330 tot 540 kilogram. A. hildebrandti was kleiner met een geschat gewicht van 210 tot 340 kilogram. De eieren van Aepyornis zijn de grootst bekende vogeleieren met een formaat tot ten minste 38 × 28 centimeter.